# Chase Kalisz
Chase Kalisz, né le 7 mars 1994 à Baltimore, est un nageur américain. Spécialiste du quatre nages, il participe également à des compétitions de papillon et de brasse.
Aux Championnats du monde de Barcelone, il a obtenu la médaille d'argent au 400 mètres quatre nages derrière le Japonais Daiya Seto. Il est médaillé de bronze de la même épreuve aux Mondiaux de 2015 à Kazan.
Il est médaillé d'argent sur 400 mètres quatre nages aux  Jeux olympiques d'été de 2016.
Le 25 juillet 2021, il devient champion olympique du 400 m quatre nages aux Jeux olympiques d'été de 2020.

## Palmarès

### Championnats du monde

#### Grand bassin
- Championnats du monde 2013 à Barcelone :
  -  Médaille d'argent du 400 m quatre nages
- Championnats du monde 2015 à Kazan :
  -  Médaille de bronze du 400 m quatre nages
- Championnats du monde 2017 à Budapest :
  -  Médaille d'or du 200 m quatre nages
  -  Médaille d'or du 400 m quatre nages
- Championnats du monde 2019 à Gwangju :
  -  Médaille de bronze du 200 m quatre nages
- Championnats du monde 2022 à Budapest :
  -  Médaille de bronze du 400 m quatre nages